# サキシマスオウノキ
サキシマスオウノキ（先島蘇芳木、学名: Heritiera littoralis）は、アオイ科サキシマスオウノキ属の常緑高木。日本では特によく板根を発達させる木として有名である。

## 名称
和名の「サキシマスオウノキ」（先島蘇芳木） の「スオウ」は、染料として利用されるスオウ（蘇芳木、マメ科の落葉小高木）に由来する。また、「サキシマ」は先島諸島（宮古列島と八重山列島の総称）のことである。
別名、サキシマスオウ、サキシマスオウギ、ハマグルミ、スオウギともよばれる。中国名は銀葉樹。

### 諸言語における呼称
- 英語: looking-glass tree[6]、silver-leaved mangrove[7]

アジア地域のマレーシアにおいて
- マレー語: dungun[6]

アフリカのケニア・タンザニアにおいて
- スワヒリ語: mkungu、msikundazi、mkokoshi[7]

## 分布・生育地
熱帯アジア（東南アジア）、台湾、ポリネシア（南洋諸島）、オーストラリア、熱帯アフリカに分布。マングローブ林のある湿地の内陸側に多く生育し、まれに海岸に生える。
日本での生育地は、九州、奄美大島、沖縄島、石垣島、西表島、小笠原諸島が知られる。このうち石垣島（沖縄県石垣市）の桴海於茂登岳山麓の「ンタナーラのサキシマスオウノキ群落」、及び、西表島（沖縄県八重山郡竹富町）古見の「古見のサキシマスオウノキ群落」は国の天然記念物に指定されている。また、西表島の仲間川上流には樹齢400年と推定されるサキシマスオウノキの巨木があり、森の巨人たち百選に選定されている。

## 形態・生態
常緑性高木で5 - 25メートル (m) になる。幹は太くて直径が大きくなり、地中より突き出した板根とよばれる板状の根が特徴。板根は四方に広がり、独特の樹形をつくり、老木では板根の長さ3 m、高さが2 - 3 mに達するものもある。板根の厚さも、上幅で5センチメートル (cm) 、下幅で20 cmほどになる。この板根によって、地盤が緩くて不安定なマングローブなどの湿地で、大きな樹木を支えている。板根は幹から離れるにしたがって低くなっていき、大きな板根になると、主となる板根に対して直角に板根がつく。
葉は互生し、長さ10 - 20 cmで、長楕円状卵形から楕円状卵形。先端はとがっている場合も丸まる場合もあるが、基部は円脚（丸っこい形）をしている。葉質は硬く、表は濃い緑色でつやがあって無毛、裏面は銀色や多少色づく円形の鱗状の毛が密生する。
日本における開花期は5 - 7月。円錐花序は7 - 15 cmになり、多数の花をつける。花は小さくてあまり目立たない。茶褐色の果実は海水に浮き、海流で運ばれる。

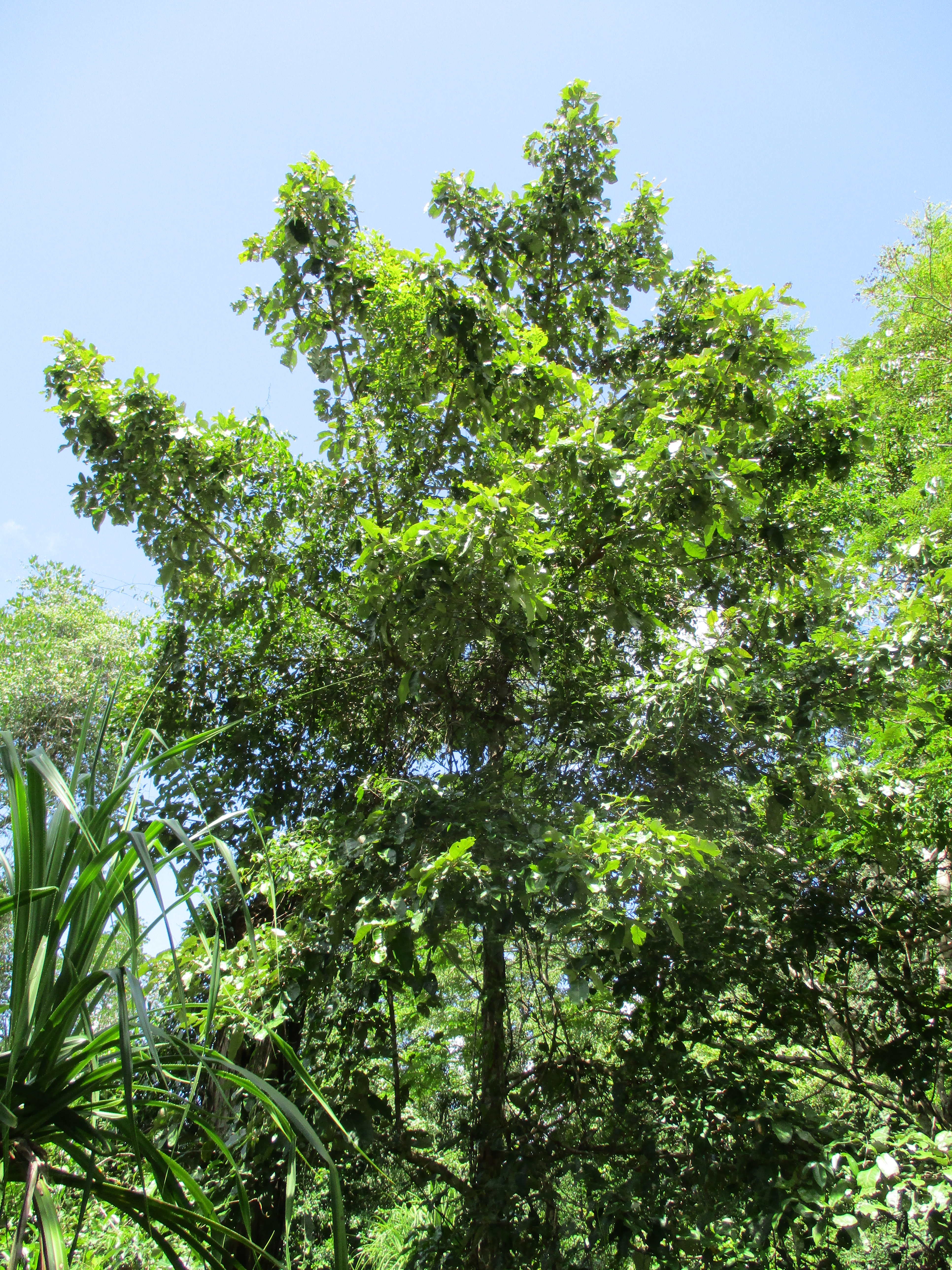
樹冠
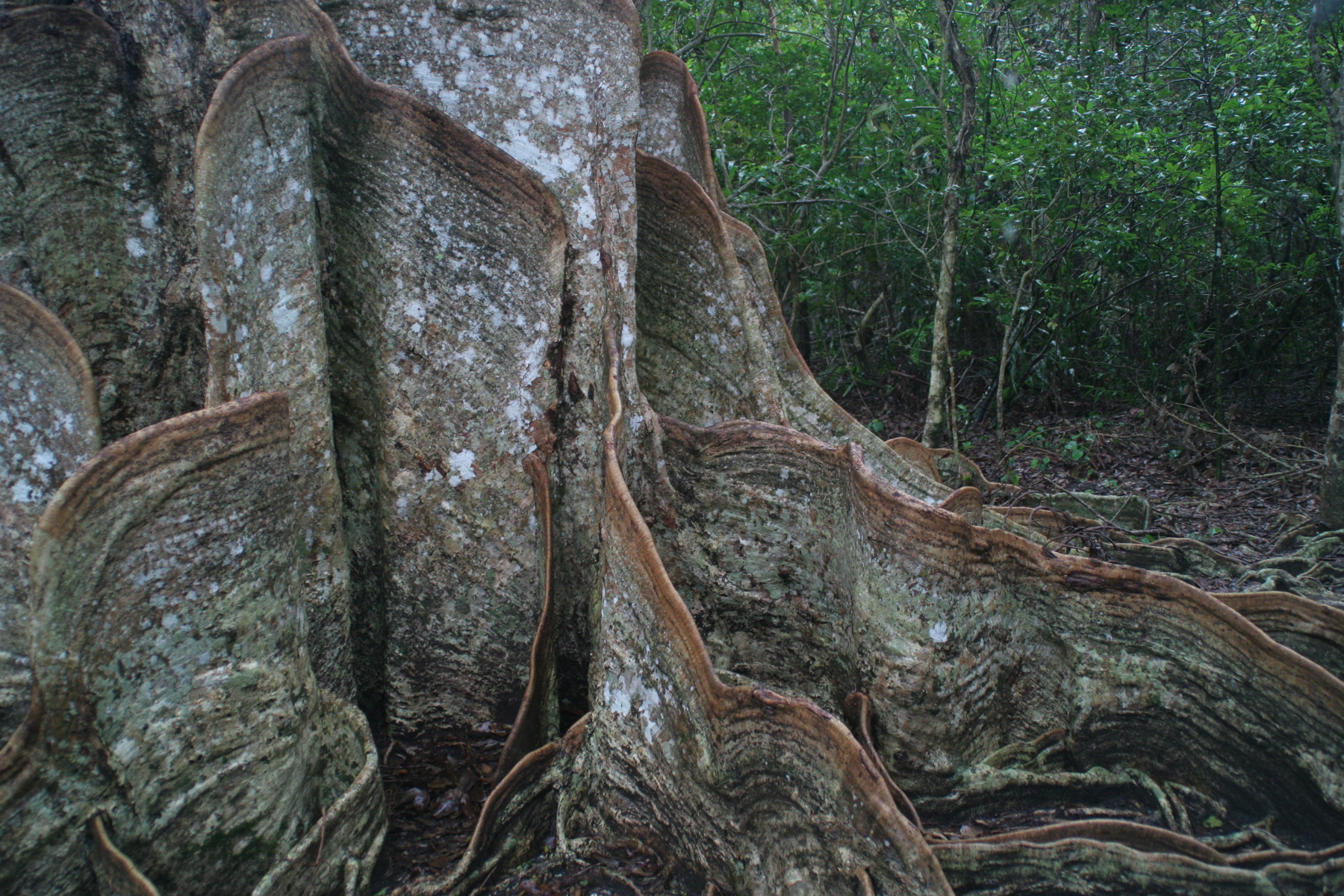
板根
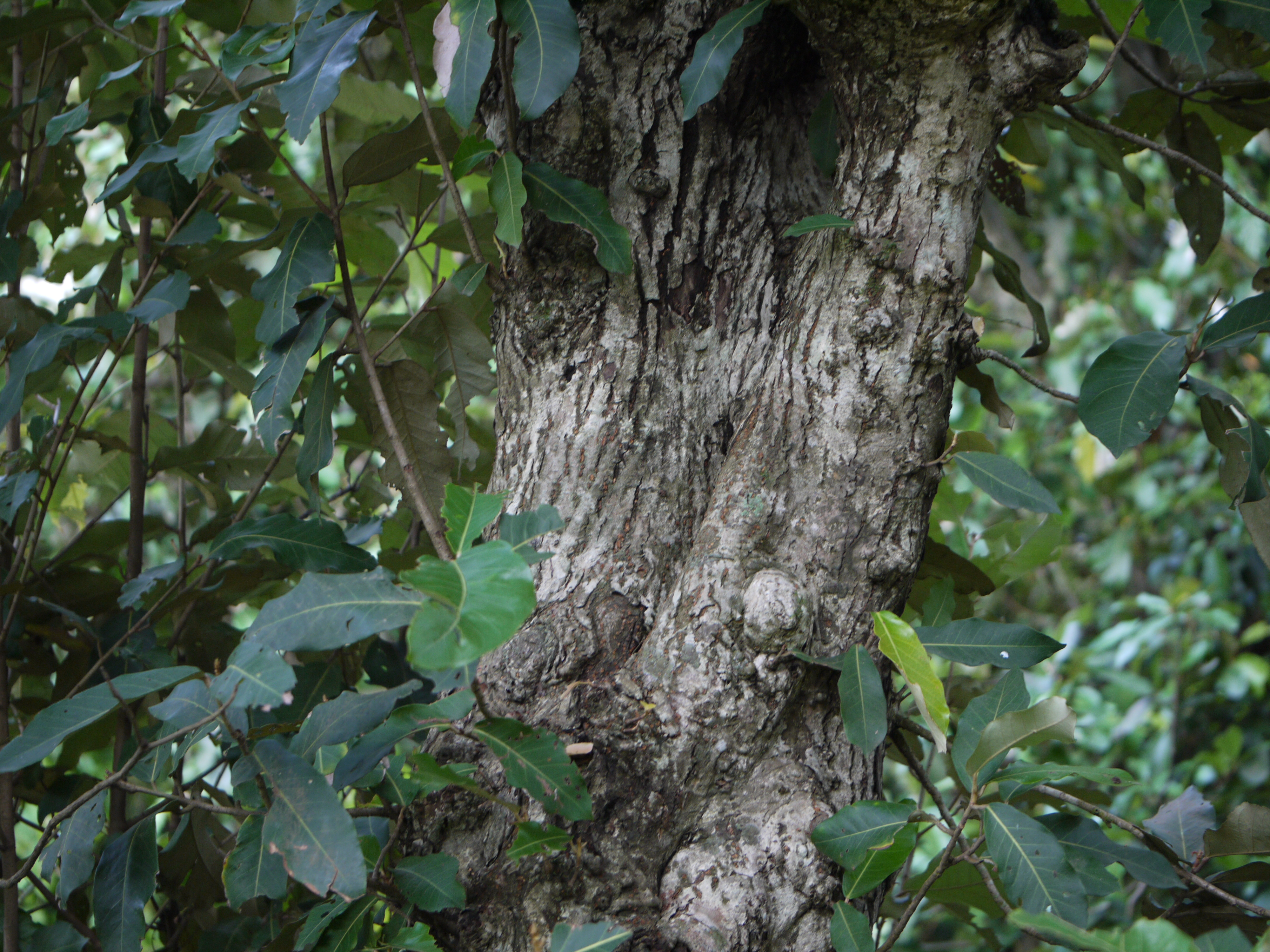
樹皮
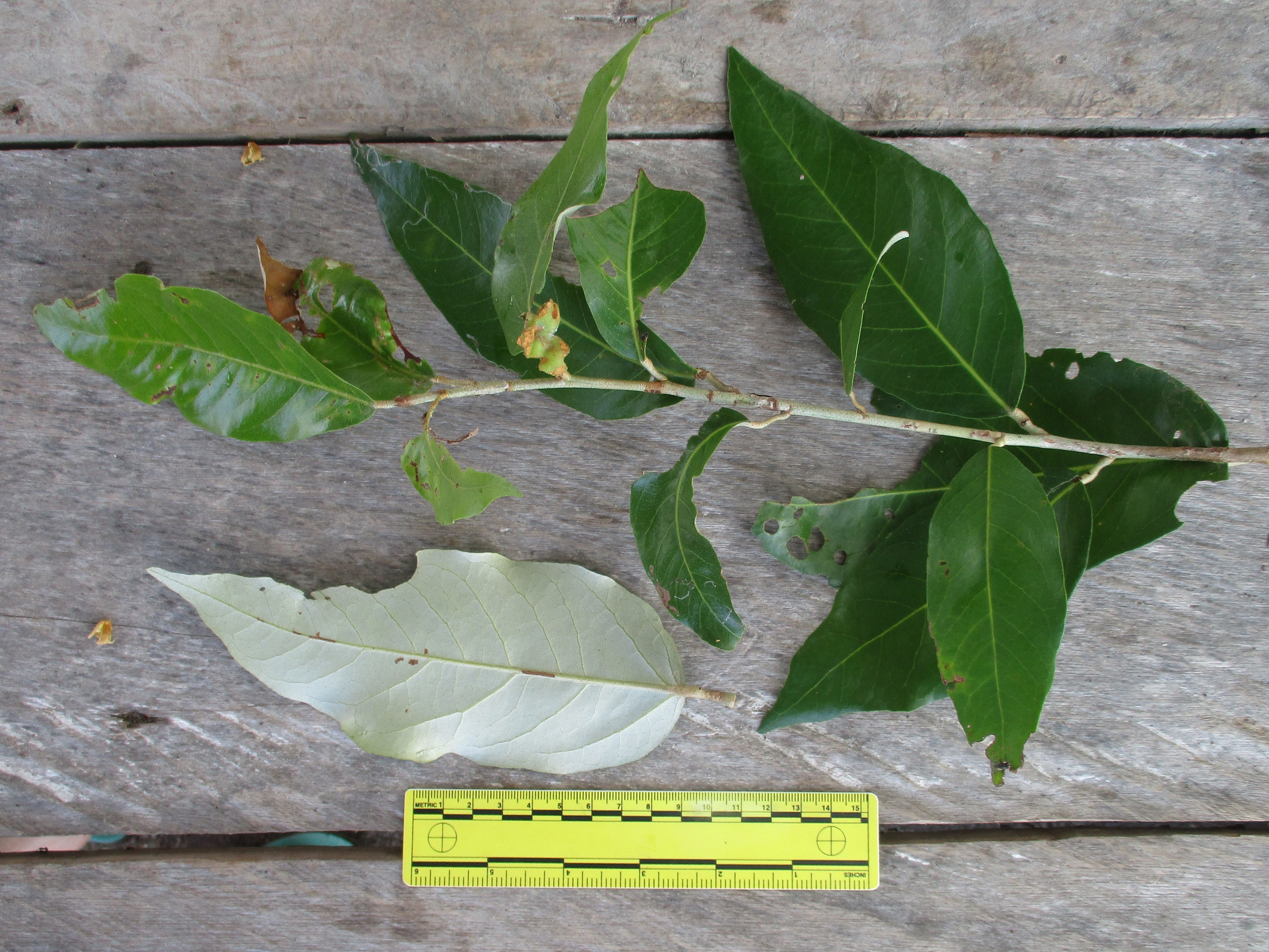
葉
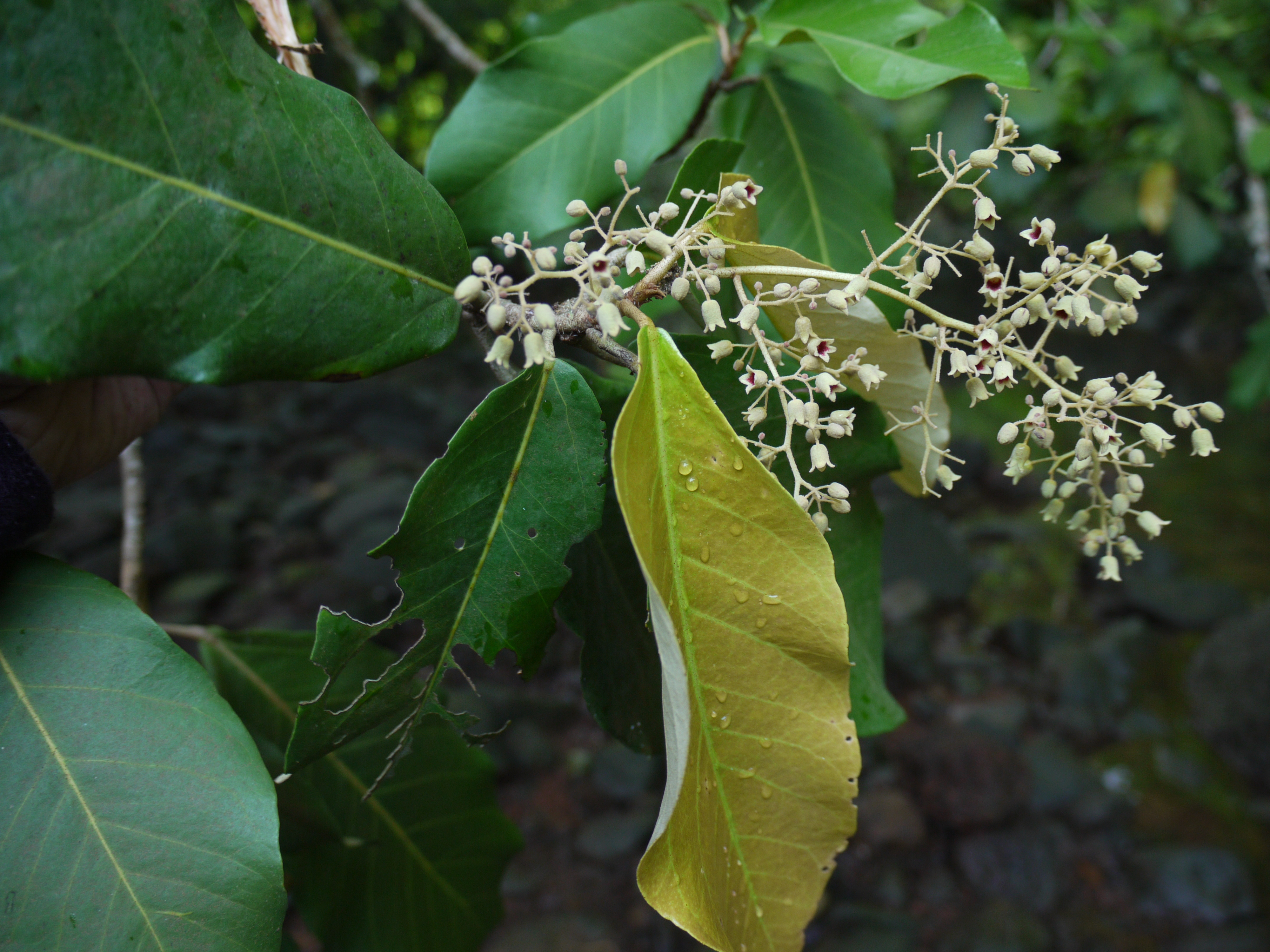
花序
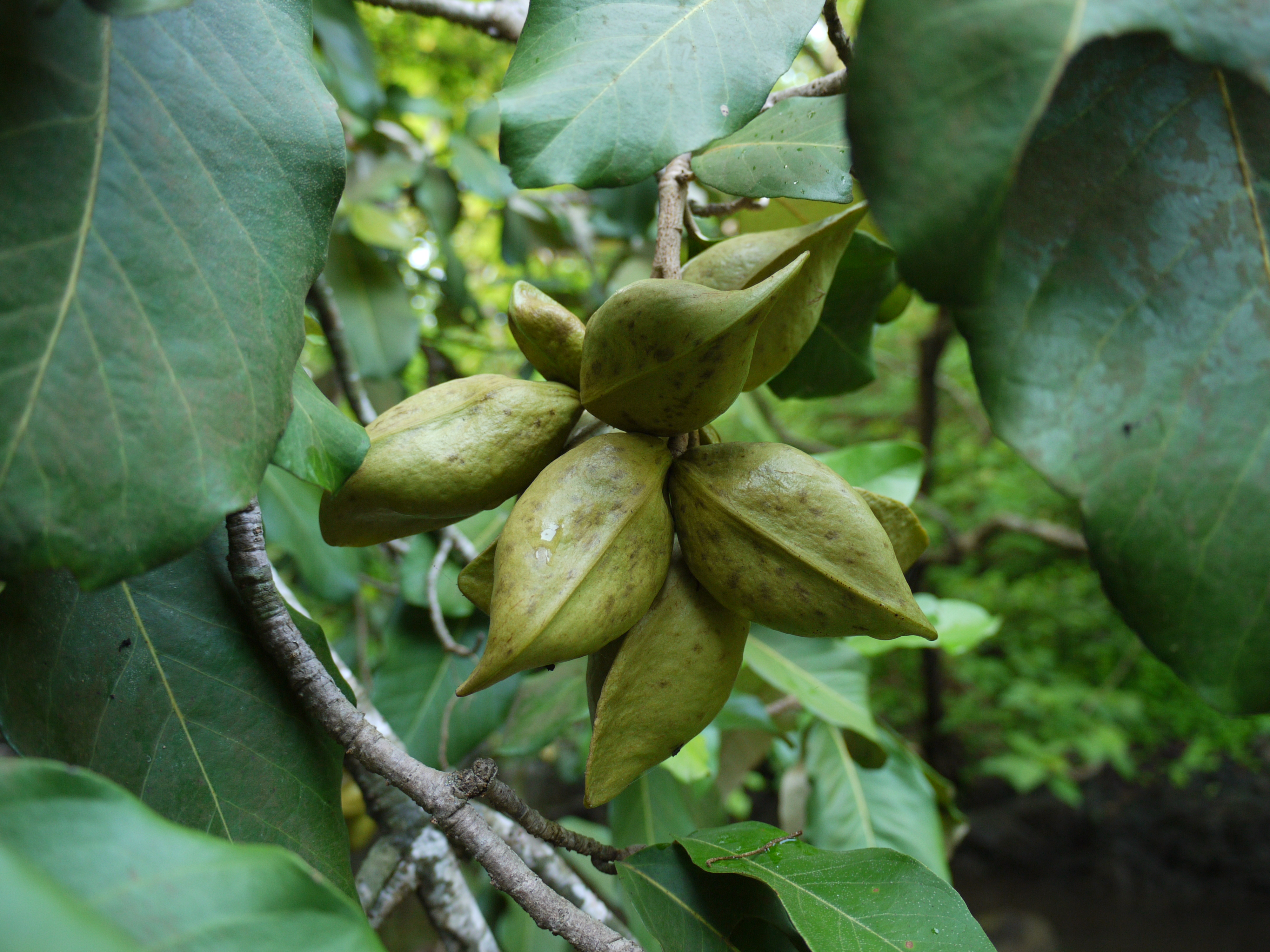
未熟果
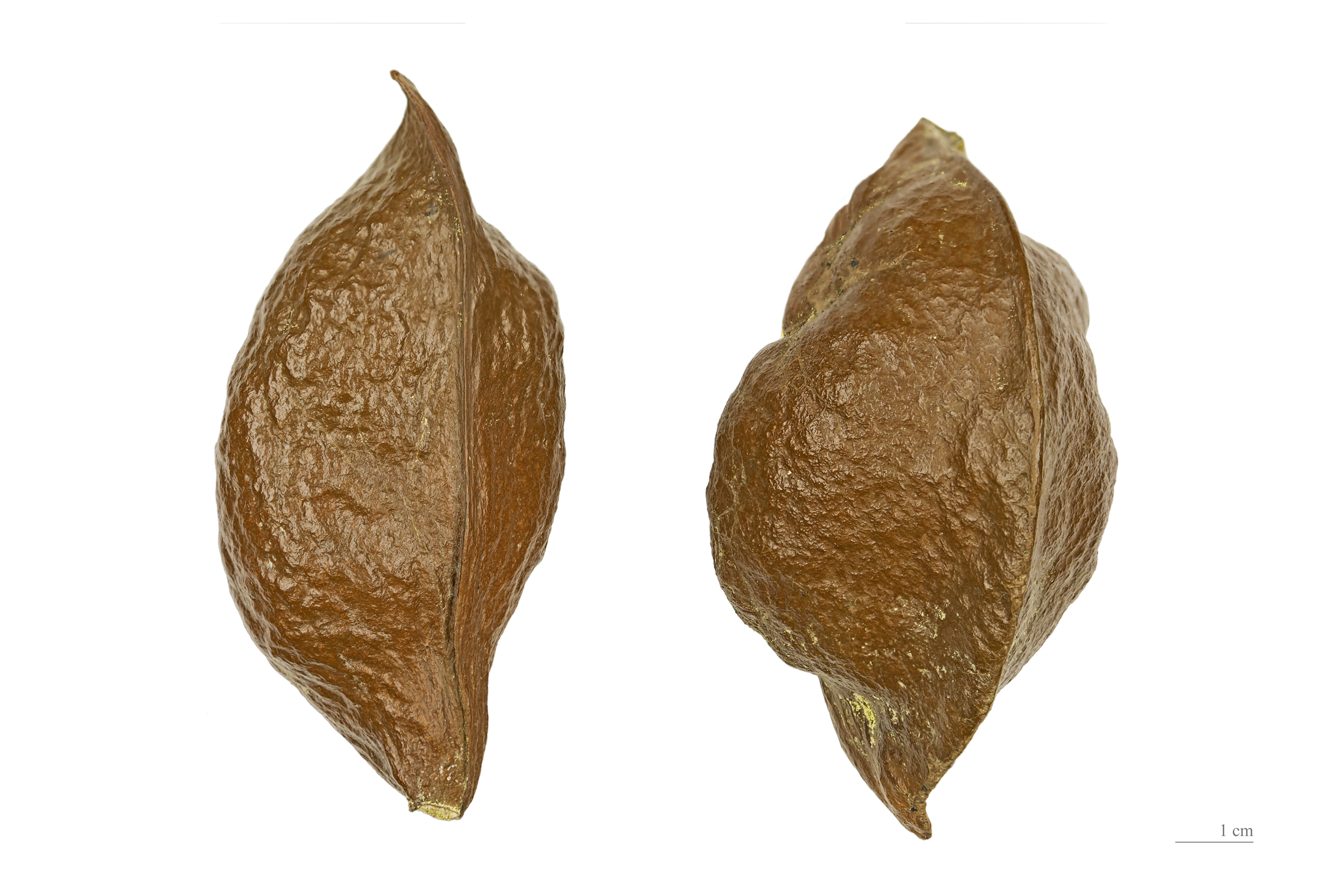
果実
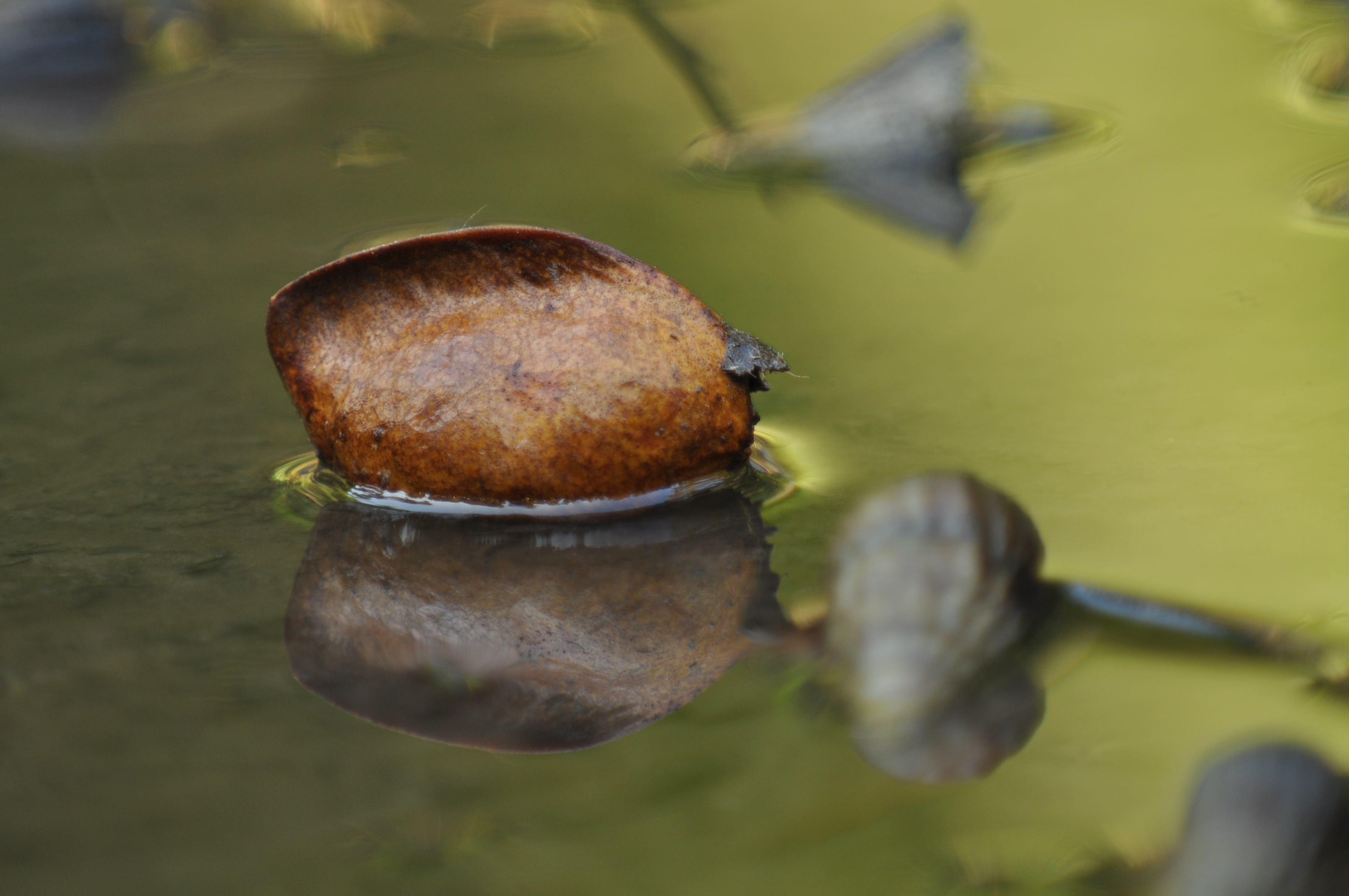
果実は水に浮き運ばれる

## 利用

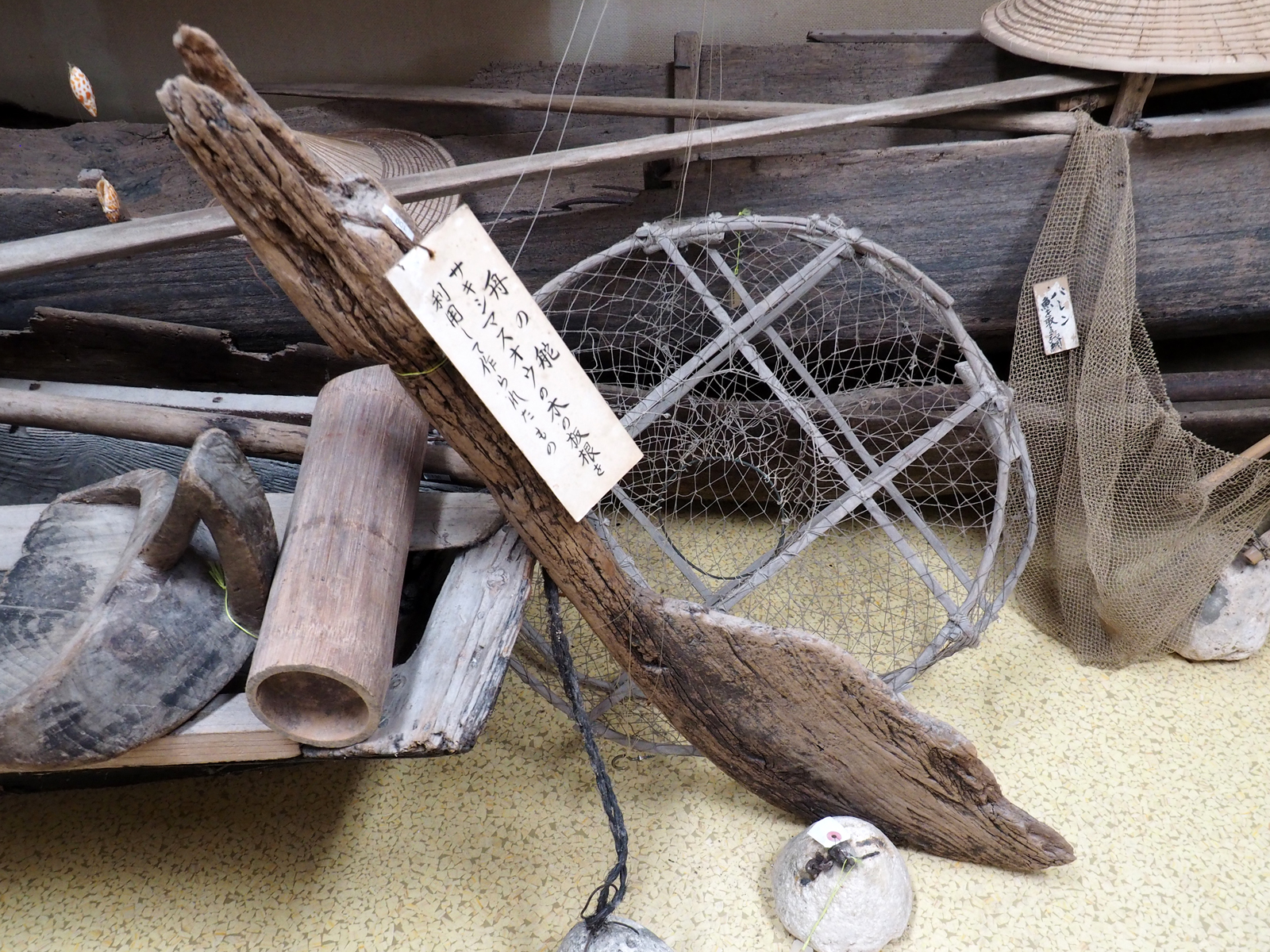
サキシマスオウノキの舵（沖縄県竹富島喜宝院蒐集館蔵）

沖縄県では、かつてこの板根を切り出してそのまま船（サバニ）の舵として使用した。樹皮のタンニンは染料、薬用として利用される。